# Iglesia de San Nicolás (Agliana)

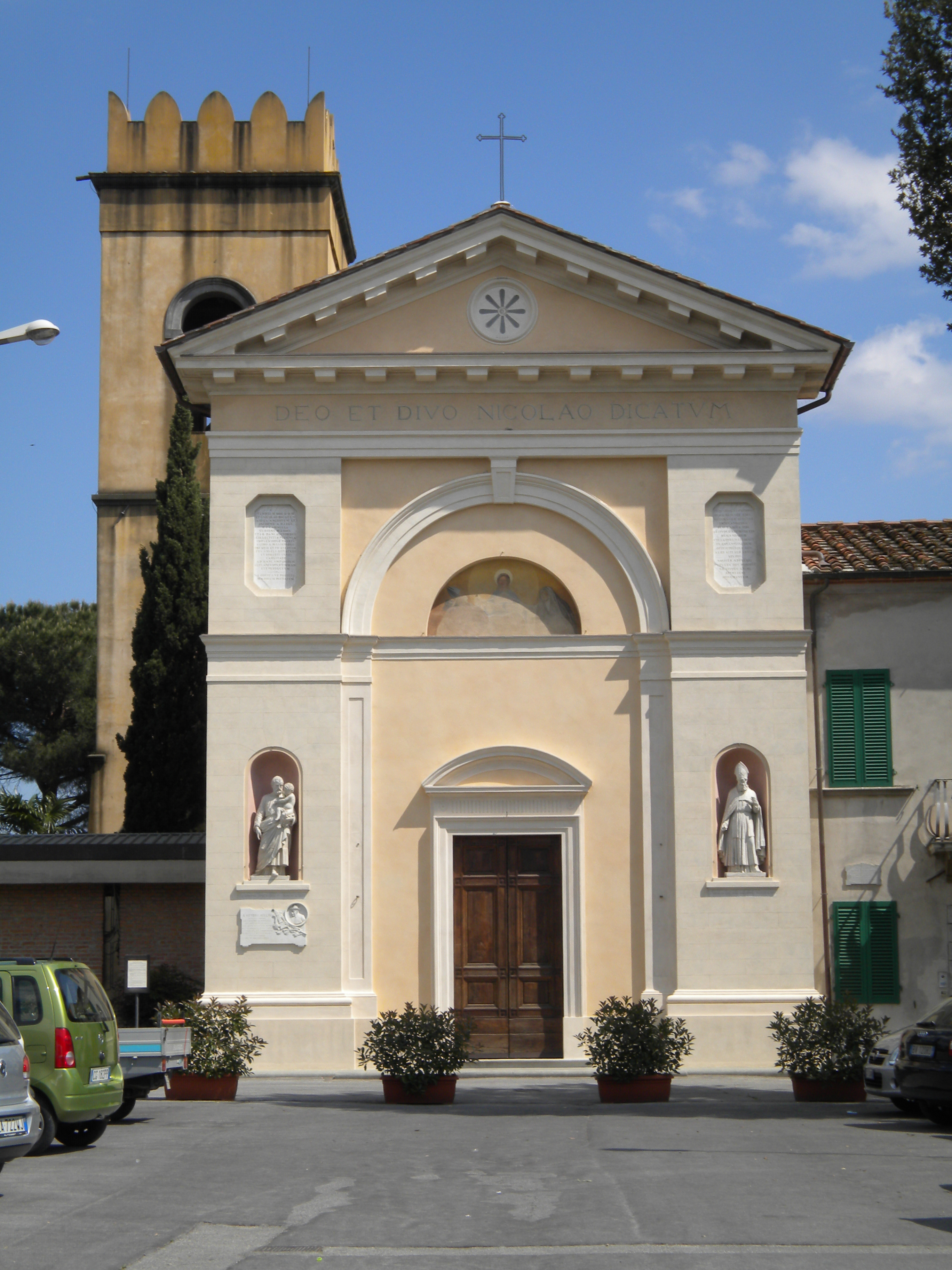
Iglesia de San Niccolò

La iglesia de San Niccolò (Iglesia de San Nicolás) se encuentra en Agliana (Italia). 

## Historia
La capilla se menciona ya en 1274 como dependiente de la iglesia parroquial de en San Hipólito en el Piazzanese. Se realizó una amplia labor de estructuración entre el final del siglo XVII y principios del siglo XVIII, y en 1727 fue elevada a la dignidad de parroquia.
Se cerró al culto en 1966 cuando fue sustituida por la nueva iglesia que se ha construido junto a ella, donde fueron trasladadas las dos esculturas de terracota policromada representando a San José con el Niño y a San Nicolás del escultor (Rodolfo Agresti, 1873), que provienen de las hornacinas de la antigua fachada y una Crucifixión del siglo XVII.